# Takeo Harada
Takeo Harada (原田 武男 Harada Takeo?, nacido el 2 de octubre de 1971 en Saga) es un exfutbolista japonés. Jugaba de centrocampista y su último club fue el V-Varen Nagasaki de Japón.

## Trayectoria

### Clubes
| Club              | País  | Año         |
| ----------------- | ----- | ----------- |
| Yokohama Flügels  | Japón | 1994 - 1998 |
| Cerezo Osaka      | Japón | 1999 - 2000 |
| Kawasaki Frontale | Japón | 2000        |
| Oita Trinita      | Japón | 2001        |
| Avispa Fukuoka    | Japón | 2002 - 2003 |
| V-Varen Nagasaki  | Japón | 2005 - 2010 |

## Palmarés

### Títulos nacionales
| Título             | Club             | País  | Año  |
| ------------------ | ---------------- | ----- | ---- |
| Copa del Emperador | Yokohama Flügels | Japón | 1998 |